# ベルギーの警察
ベルギーの警察（ベルギーのけいさつ）について解説する。
ベルギーの警察組織は、任務を同じくする2階層の組織から構成されている。連邦警察（オランダ語: Federale Politie; フランス語: Police Fédérale、ドイツ語: Föderale Polizei）および地域警察（オランダ語: Lokale Politie; フランス語: Police Locale）である。連邦警察は連邦・国家レベルの案件を担当し、地域警察の支援を行う。地域警察は全国189ヶ所に設置されており、連邦警察とは同格の扱いとなっている。
かつては、国家憲兵であるベルギー国家憲兵隊及び司法警察（オランダ語版、フランス語版）、自治体警察（オランダ語版、フランス語版）から構成されていたが、1998年に警察組織の再編法が成立し、2001年1月より連邦・地域警察の体制となった。